# Jamestown (serie televisiva)
Jamestown è una serie televisiva britannica del 2017, scritta da Bill Gallagher e prodotta dalla Carnival Films, i creatori di Downton Abbey. 
Ambientata nel 1619, Jamestown segue i primi coloni inglesi mentre formano una comunità nel Nuovo Mondo. Tra gli sbarchi sulla terraferma c'è un gruppo di donne destinate sposare gli uomini di Jamestown, tra cui tre vivaci donne provenienti dall'Inghilterra. 
La serie è stata trasmessa su Sky One nel Regno Unito dal 5 maggio 2017 al 14 giugno 2019. Il 3 maggio 2017, Sky ha ordinato una seconda stagione di Jamestown, prima della messa in onda della prima stagione. La seconda stagione è andata in onda da febbraio 2018. Il rinnovo di Jamestown per la terza stagione è stato annunciato da Sky One il 23 marzo 2018.
In Italia, la serie è inedita.

## Trama
Nel 1619, dodici anni dopo che i primi coloni britannici hanno fondato la colonia di Jamestown nel Nuovo Mondo, arrivano dall'Inghilterra le donne che dovranno sposare gli uomini che hanno pagato il loro viaggio. Tra le donne ci sono Alice, Verity e Jocelyn ignare di ciò che le riserva il futuro o del brusco cambiamento che porteranno nella colonia, perciò dovranno lottare per sopravvivere in un mondo circondato da uomini. Il nuovo governatore, Sir George Yeardley, e sua moglie arrivano e scoprono che gestire tutto ciò non è così semplice con un segretario della compagnia che cerca di minare la sua posizione.

## Personaggi ed interpreti
- Jocelyn Woodbryg, interpretata da Naomi Battrick, promessa sposa di Samuel Castell
- Alice Kett, interpretata da Sophie Rundle, una ragazza di campagna promessa sposa di Henry Sharrow
- Verity Bridges, interpretata da Niamh Walsh, promessa sposa di Meredith Rutter
- Henry Sharrow, interpretato da Max Beesley, il fratello più vecchio dei tre Sharrows.

## Episodi
| Stagione         | Episodi | Prima TV Regno Unito | Prima TV Italia |
| ---------------- | ------- | -------------------- | --------------- |
| Prima stagione   | 8       | 2017                 | inedita         |
| Seconda stagione | 8       | 2018                 | inedita         |
| Terza stagione   | 8       | 2019                 | inedita         |